# Clémentine Samson
Clémentine Samson, née le 19 septembre 1991 à Cholet (Maine-et-Loire), est une joueuse de basket-ball française évoluant au poste d'arrière.

## Biographie
À seize ans, elle quitte Cholet pour le club formateur de Rennes. En 2009-2010, son club est en Nationale 2 et gagne l'accession pour 2010-2011 à la nouvelle Ligue 2, où elle réussit 12,3 points à 46,2 % en 26 minutes. Cette saison réussie lui permet d'attirer l'attention du club de Perpignan : « Je n'ai pas hésité longtemps pour faire ce choix car Perpignan m'a proposé un bon projet, c'est un club ambitieux qui veut atteindre la ligue féminine tout comme moi et je sais qu'un coach comme François Gomez va beaucoup m'apporter. Même si la concurrence s'annonce rude, cela va me faire progresser et c'est le plus important. À moi de tout faire pour gagner ma place maintenant ».
À l'Euro Espoirs 2011, elle est une des leaders de l'équipe de France, mais ne peut éviter une élimination, malgré ses 16 points, en quarts de finale face aux Polonaises. Les Françaises accrochent néanmoins une cinquième place face à l'Ukraine avec un grand match de sa coéquipière de Rennes Hhadydia Minte (15 points, 21 rebonds, 4 passes, 4 interceptions). Ses statistiques moyennes sont de 10,4 points à 44,2 % d'adresse, meilleure marqueuse de l'équipe.
« Cette équipe [de Pologne en quarts] était pourtant à notre portée mais sur ce match, elles ont été bien meilleures que nous il faut le dire. (...) Je pense qu'il y avait de quoi atteindre le podium (...) Je suis assez satisfaite même si je pense que j'aurais pu faire mieux. Je n'ai pas été assez régulière ».
En 2011, elle rejoint le club de Perpignan en Ligue 2 avec lequel elle remporte le championnat. Elle accède à la LFB avec ce même club. En janvier 2013, elle établit son nouveau record de points face à Saint-Amand (15 points, 3 rebonds, 1 passe décisive). Après la relégation de Perpignan, elle rejoint à l'été 2013 les Flammes Carolo.  
Après deux années au temps de jeu limité en LFB, elle signe en juin 2015 avec le club de Ligue 2 de Reims. Selon sa coach Aurélie Lopez, « L’arrivée de Clémentine est une très bonne chose. Elle va nous amener son talent offensif , son adresse et toute son envie. Elle aussi a besoin et envie de temps de jeu après son passage en LFB et elle aura de vraies responsabilités ».
En 2018, elle arrive à Roche-Vendée où elle dispute ses premières rencontres de Coupe d'Europe. Elle y joue trois saisons avant de s'engager au printemps 2021 pour Tarbes peu de temps après avoir marqué 20 points (à 9/14 aux tirs et 2 rebonds pour 20 d'évaluation) contre sa future équipe.

## Clubs
| Saisons   | Équipe                                | Pays    |
| 2003-2007 | Cholet                                | France  |
| 2007-2011 | Avenir de Rennes                      | France  |
| 2011-2013 | Basket Catalan Perpignan Méditerranée | France  |
| 2013-2015 | Flammes Carolo basket                 | France  |
| 2015-2017 | Reims Basket féminin                  | France  |
| 2017-2018 | BCSP Rezé                             | France  |
| 2018-2021 | Roche Vendée Basket Club              | France  |
| 2021-2023 | Tarbes Gespe Bigorre                  | France  |
| 2023-     | Real Club Celta Zorka de Vigo         | Espagne |

## Palmarès
- Championne de Ligue 2 en 2012

### Jeunes
- 2011 : 5e avec l'Équipe de France Espoirs Féminines au Championnat d'Europe[6]